# Карпівка (Олександрівська селищна громада)
Ка́рпівка — село Олександрівської селищної громади Краматорського району Донецької області, України. У селі мешкає 119 людей.